# Floresi varjú
A floresi varjú (Corvus florensis) a madarak osztályának verébalakúak (Passeriformes) rendjébe és a varjúfélék (Corvidae) családjába tartozó faj.

## Rendszerezése
A fajt Johann Büttikofer svájci zoológus írta le 1894-ben.

## Előfordulása
Indonéziához tartozó Kis-Szunda-szigetek, egyik tagján, Flores szigetének nyugati részén honos. Természetes élőhelyei a szubtrópusi és trópusi síkvidéki esőerdők. Állandó, nem vonuló faj

## Megjelenése
Testhossza 40 centiméter.

## Természetvédelmi helyzete
Az elterjedési területe kicsi és az erdőirtás miatt még csökken is, egyedszáma 600-1700 példány közötti és szintén csökken. A Természetvédelmi Világszövetség Vörös listáján veszélyeztetett fajként szerepel.